# Řevničov
Řevničov är en ort i Tjeckien. Den ligger i regionen Mellersta Böhmen, i den nordvästra delen av landet, 40 km väster om huvudstaden Prag. Řevničov ligger 463 meter över havet och antalet invånare är 1 403.
Terrängen runt Řevničov är platt söderut, men norrut är den kuperad. Runt Řevničov är det ganska tätbefolkat, med 58 invånare per kvadratkilometer. Närmaste större samhälle är Louny, 19,1 km norr om Řevničov. Trakten runt Řevničov består till största delen av jordbruksmark.